# 踢拳

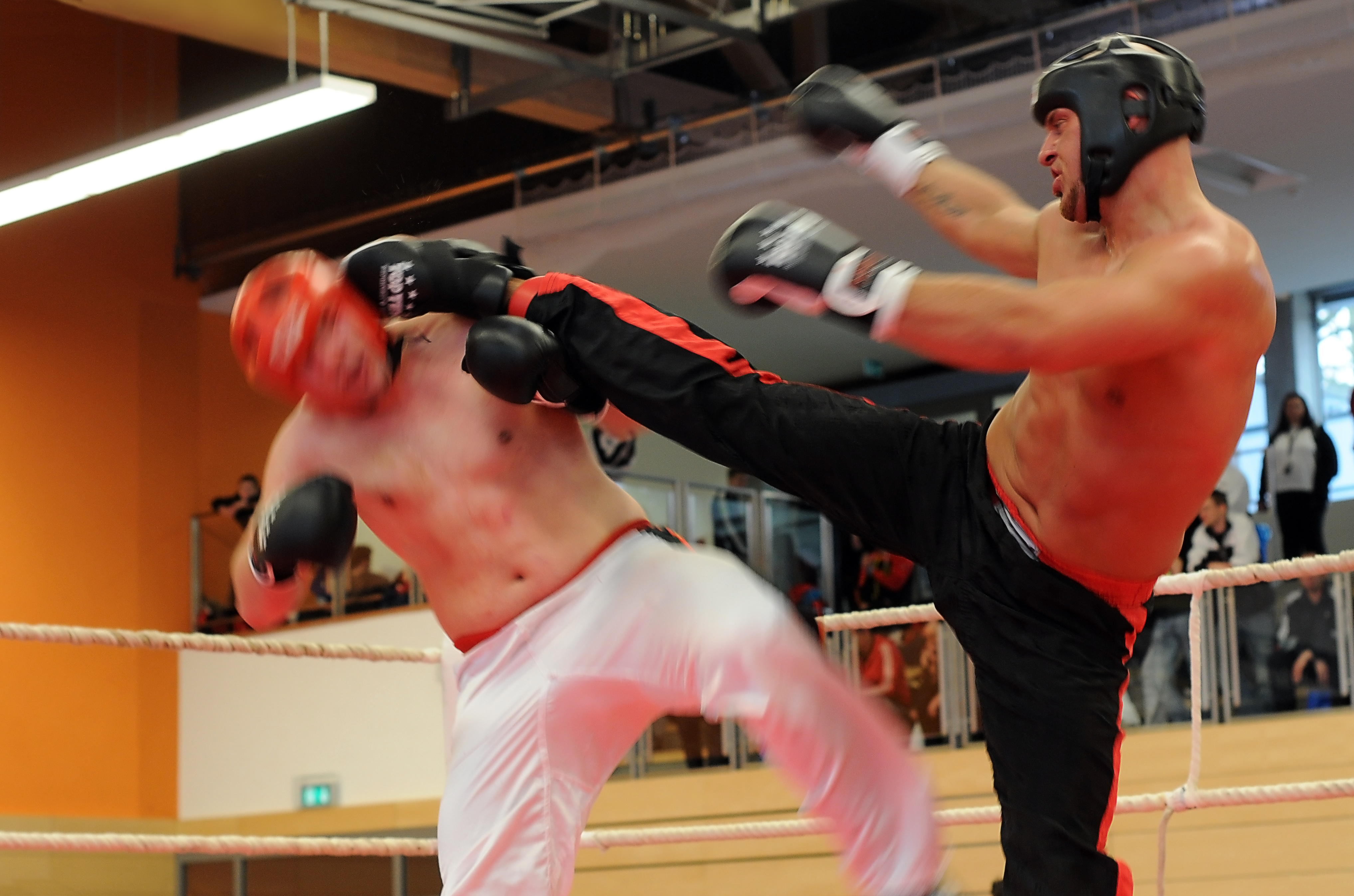

踢拳，過去多稱之為：自由搏擊、踢拳擊。部分地區誤稱之踢拳道。(正統踢拳禁止肘擊技巧、音譯亦不同於劍道、柔道、合氣道等附有"DO"音節)，常见的有三种风格，即日式踢拳、美式踢拳和荷式踢拳。Kickboxing的意思有赛事称呼的含义，以及部分站立格斗技的统称。

## 概论
踢拳是一種站立格鬥技，可以使用拳擊及踢腿攻擊。可分狹義與廣義兩種。
包含：綜合搏擊Mixed Combat 拳腳打法
- 狹義的踢拳，意指日式踢拳與美式踢拳。主要結合了空手道、泰拳與拳擊的技術而形成。
- 廣義的踢拳，則包括任何一種可以同時使用拳腳攻擊的武術，例如泰拳、法國踢腿術、空手道等。

## 歷史
所谓的踢拳「Kickboxing」，英文简称为KB是把泰拳「Thai Boxing」的比赛规则当作参考研发而成的，野口修以空手道与拳击和泰拳之间的交流战为起点，以参考「空手道、拳击、泰拳」而成的职业打击系格斗技。过去野口为了能完成梦想，不断的努力於交流业务及宣传上，1960年时野口终於实现了泰国的泰拳选手赴日与空手道和拳击进行异种格斗技的比赛，比赛的结果非常成功。此后踢拳成为亚洲地区立技格斗，并以对抗泰拳为目标，也变成了日本独自开发的格斗技之一。但实际上踢拳击与泰拳不仅在规则上有差异，实际打击方式也有明显不同之处。再者曾有人提出在初期与泰拳对抗的空手道或拳击选手们，从来没赴泰国学习过泰拳，因此传系於泰拳的踢拳一说就显得薄弱。当日本踢拳成立后设立了「野口会馆」，由於当时会馆上注明为「Kickboxing」引起轩然大波，更造成「野口会馆」被袭击事件。1966年1月30日野口修正式命名新格斗技为踢拳「Kickboxing」，早期很多人会将踢拳「Kickboxing」与泰拳「Thai Boxing」混为一谈，直到现今世界普及能清楚将两种格斗技分开。
另外早在法国有一种武术名为法國腿術（Savate），这种武术非常相似於日本的踢拳。

## 日本踢拳
踢拳是在空手道、拳击基础上新创的一种日本武技。踢拳技法包括：拳法、腿法、肘法、和膝法，较泰拳更注重腿、肘、膝的攻击。
因踢拳理论认为，人体四肢中，脚力、肘力、和膝力大大强于手力，故偏重于腿、肘、膝技法。而拳法如运用得法也同样可以产生奇效，
刺拳、直拳、勾拳、摆拳是踢拳的主要拳法。
踢拳的腿法有：高扫踢、中扫踢、低扫踢、蹬踢、侧揣踢、铲踢、前踢等。
肘技有摆、击、挑、剁、反击；
膝技有冲膝、侧膝、跳膝等。
1974年，世界踢拳总会在日本大阪成立，之后举行了第一届世界踢拳锦标赛。
日式踢拳技术在拳腿结合上非常先进，直接吸收拳击中能适合使用腿法、膝法、肘法夹杂技术的三回合对抗中的实用部分。

## 美式踢拳
“美式踢拳”则是在美国於70年代從一些传统空手道家演變而成，所以早期美国的kickboxing规则比较保守、类似传统空手规则，穿长裤、不允许踢下段、不允许肘击等，这种规则直到现在还有保留（比如ISKA、WKA等组织）

## 荷蘭式踢拳
荷兰的kickboxing属于日式踢拳的另一种形式，其通过自己的不断改良和实践达到了非常高的水准和实力，荷式踢拳的X型攻击和精湛的拳腿組合就闻名天下。日式踢拳和荷式踢拳相互借鉴使得“踢拳”这门技术在水平上达到世界搏击的主流地位，这也说明了kickboxing本身就没什么国度的界限，日式踢拳从来都不介意外国人学习自己也不介意自己学习外国人，这种开放的心态正是踢拳如今成为主流格斗技的基础所在。

## 法式踢拳
法国踢腿术 (Savate)是由法国发扬的一种技击运动,又称为法式拳击,音译名词是“萨瓦特”,它是使用拳法技术与腿法攻击的一种格斗技。关于它的起源众说纷纭,有一说法是由19世纪法国马赛港口的水手们开发的;另一说法是由18世纪法国人从泰国习得泰拳之后,回到法国再融合拳击。

## 组织
- 全日本踢拳联盟（日语：全日本キックボクシング連盟）AJFK (All Japan Kickboxing Federation)
- 中國香港綜合搏擊運動總會 WKA中國香港代表

MCSF (China Hong Kong Mixed Combat Sports Federation)

## 著名人物
- 泽村忠（沢村忠），原名白羽秀树

如今征战于K-1 Max、K-1 GP，以及It's showtime这两大站立顶尖赛事中拥有众多踢拳高手。K-1中大家耳熟能详的选手基本上都是踢拳选手。
K-1 Max中基本清一色的踢拳手，比较有代表性的选手魔裟斗、安迪·萨瓦、阿尔伯特·克劳斯、迈克·扎姆比迪斯、佐藤嘉洋 、巴图·哈西科夫。
K-1 GP中也拥有大量的踢拳手，彼得·阿兹、米尔科、胡斯特。还有巴德哈里、雷米都称的上踢拳手。
香港首位K-1冠軍 向柏榮 轟炸機Bomber 第一回合33秒K.O.日本空手道冠軍 香港搏擊界ICON
在很多大型的搏击比赛中能看见练习踢拳(Kickboxing)的选手，踢拳早已是世界上最普及的格斗技术。